# Saint-Prix, Allier

Saint-Priest-en-Murat este o comună în departamentul Allier din centrul Franței. În 1 ianuarie 2022 avea o populație de 785 de locuitori.